# Andaquí-Talsperre
Die Andaquí-Talsperre ist eine geplante Talsperre mit einem Wasserkraftwerk am Fluss Río Caquetá im Süden Kolumbiens. Der Standort liegt an der Grenze zwischen den Verwaltungsbezirken Departamento del Cauca und Departamento de Putumayo.
Von 1994 bis 1997 wurden von der Firma Ingetec S.A. Machbarkeitsstudien abgeschlossen. Die gesamte installierte Wasserkraftleistung soll bei 687 MW liegen. Das Unternehmen Isagen S.A. ist der Entwickler.
Während Bolivien, Ecuador und Peru bereits Talsperren auf der dem Amazonas zugewandten Seite der Anden haben, wäre es für Kolumbien das erste Wasserkraftwerk in diesem Teil der Anden.